# Mồ hôi
Mồ hôi là một chất dịch lỏng với dung môi là nước và nhiều loại chất tan hàm chứa trong đó (chủ yếu là các muối chloride) do các tuyến mồ hôi nằm ở da của các động vật có vú tiết ra. Trong mồ hôi cũng hàm chứa nhiều chất thơm như 2-methylphenol (o-cresol) và 4-methylphenol (p-cresol) cũng như một lượng nhỏ urê. Hiện tượng cơ thể bài tiết mồ hôi được gọi bằng một tên thông dụng là đổ mồ hôi hay ra mồ hôi, còn hiện tượng bài tiết mồ hôi ở cường độ cao do sốc hay do cơ thể nằm trong tình trạng nguy hiểm được gọi là vã mồ hôi hay toát mồ hôi hột.
Ở người, việc đổ mồ hôi có chức năng chủ yếu là điều hòa thân nhiệt, mặc dù có ý kiến cho rằng mồ hôi của nam giới cũng có chứa các pheromone. Một lượng nhỏ chất độc cũng được bài tiết ra khỏi cơ thể qua việc đổ mồ hôi.
Khi mồ hôi trên da bốc hơi, nó có tác dụng làm mát cho cơ thể vì nhiệt hóa hơi của nước rất đáng kể. Chính vì vậy trong thời tiết nóng bức hay trong lúc các cơ bắp sinh nhiệt quá nhiều do vận động cường độ cao; cơ thể sẽ tiết mồ hôi nhiều hơn bình thường. Mồ hôi cũng được bài tiết nhiều khi sinh vật ở trong trạng thái căng thẳng, lo âu hoặc buồn nôn. Và đương nhiên, khi nhiệt độ môi trường trở nên thấp thì mồ hôi sẽ tiết ra ít đi. Những động vật có ít tuyến mồ hôi (ví dụ như chó) thì bốc thoát hơi nước bằng việc há miệng, thè lưỡi và thở hổn hển, nhờ đó nước trong khoang miệng và hầu sẽ có dịp bay hơi ra ngoài và làm giảm thân nhiệt tương tự như việc đổ mồ hôi. Phần nách của các động vật linh trưởng và ngựa cũng đổ mồ hôi nhiều tương tự như người. Khá nhiều loài động vật có vú có khả năng đổ mồ hôi, tuy nhiên số loài sinh vật đổ mồ hôi với cường độ cao nhằm làm giảm nhiệt độ cơ thể thì không được nhiều như vậy, trong nhóm thiểu số này bao gồm người và ngựa.
Một nghiên cứu ở Nhật Bản cho thấy, nhìn chung thì nam giới bắt đầu quá trình đổ mồ hôi nhanh hơn rất nhiều so với nữ giới, và trong trường hợp đang tập thể dục thể thao hoặc làm việc với cường độ mạnh thì nam đổ mồ hôi nhanh gấp đôi nữ. Nói cách khác, để đổ được mồ hôi thì, nhìn chung, thân nhiệt của nữ giới phải cao hơn của nam giới. Theo tiến sĩ Yoshimitsu, một trong những người tham gia nghiên cứu, hàm lượng thể dịch của phụ nữ thấp hơn đàn ông nên cơ thể họ dễ bị tổn thương hơn do việc mất nước, vì vậy người nữ tiết mồ hôi ít hơn nhằm hạn chế tác hại của việc mất quá nhiều nước trong cơ thể. Trong khi đó người nam tiết nhiều mồ hôi hơn có thể là nhằm mục đích đảm bảo hiệu quả lao động cao hơn.

## Thành phần
Mồ hôi là một dung dịch với dung môi (và cũng là thành phần chủ yếu) là nước. Chất tan trong mồ hôi là các muối khoáng, axít lactic và urê. Thành phần muối khoáng trong mồ hôi thay đổi theo tùy tạng người, tùy khả năng thích nghi của họ với cái nóng, tùy vào cường độ lao động, vào các yếu tố gây xúc kích (tỉ như buồn nôn), thời gian đổ mồ hôi và thành phần muối khoáng mà cơ thể chứa đựng.
Một số muối khoáng tiêu biểu trong mồ hôi là các muối natri (0,9 gam/lít), kali (0,2 g/l), calci (0,015 g/l), magiê (0,0013 g/l).
Nhiều nguyên tố vi lượng cũng được tìm thấy trong mồ hôi - ở đây hàm lượng của chúng có thể chênh lệch nhau rất lớn tùy theo các lần đo đạc - ví dụ như kẽm (0,4 miligram/lít), đồng (0,3–0,8 mg/l), sắt (1 mg/l), crôm (0,1 mg/l), niken (0,05 mg/l), chì (0,05 mg/l). Rõ ràng các nguyên tố vi lượng với hàm lượng không nhiều trong cơ thể thì sẽ xuất hiện với nồng độ khá thấp trong mồ hôi. Một số hợp chất hữu cơ ngoại sinh cũng "chui" vào phần mồ hôi như được minh họa bởi một hợp chất có mùi thơm "si rô cây phong" không xác định trong một số loài trong chi nấm Lactarius..
Ở người, mồ hôi tương đối thấm thấy giống như huyết tương.